# Tsai Ming-liang

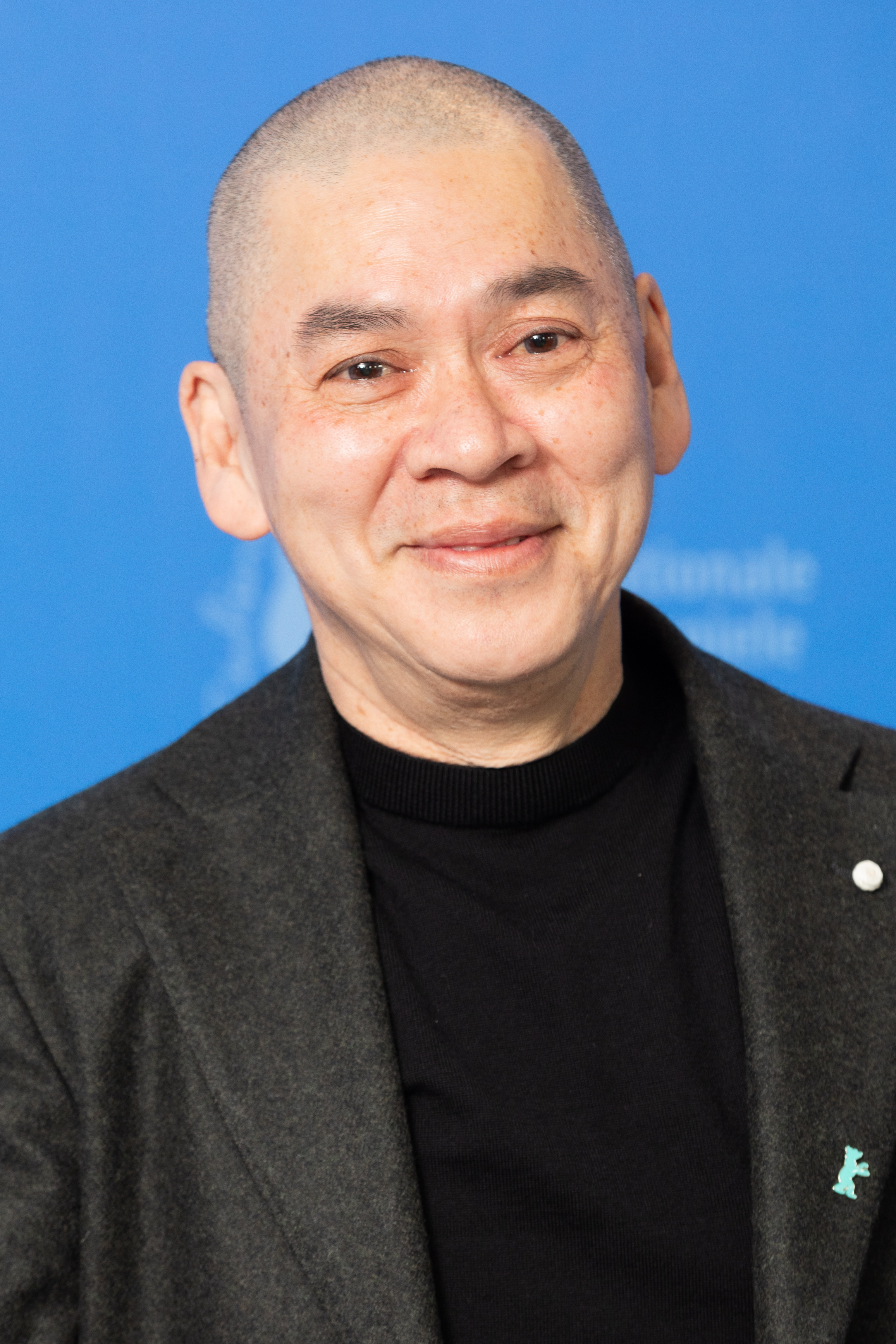
Tsai Ming-liang (2020)

Tsai Ming-liang (chinesisch 蔡明亮, Pinyin Cài Míngliàng, W.-G. Tsai Ming-Liang, * 27. Oktober 1957 in Kuching, Malaysia) ist ein auf Taiwan tätiger chinesisch-malaysischer Filmregisseur. 

## Leben
Nach seinem Studium begann er als Fernsehregisseur Filme zu drehen.
Schon mit seinem zweiten Film Vive l’Amour – Es lebe die Liebe gewann er 1994 den Goldenen Löwen bei den Filmfestspielen von Venedig. Für seinen Film Der Fluss erhielt er den Silbernen Bären auf der Berlinale 1997.
Inspiriert von François Truffaut und dessen oftmaligem Hauptdarsteller Jean-Pierre Léaud, spielt in allen Filmen Tsai Ming-Liangs der Schauspieler Lee Kang-sheng die männliche Hauptrolle. 2009 erhielt er für Visage, der er unter anderem mit Léaud, Jeanne Moreau und Fanny Ardant inszenierte, eine Einladung in den Wettbewerb der 62. Internationalen Filmfestspiele von Cannes.
2020 erhielt Tsai für seinen Film Days (日子 / Rizi) eine Einladung in den Wettbewerb der 70. Internationalen Filmfestspiele Berlin.
Vom Locarno Film Festival wurde ihm 2023 der Pardo alla carriera für das Lebenswerk zuerkannt.

## Filmografie

### Spielfilme
- 1992: Rebellen im Neonlicht (Qīngshàonián Nézhā, 青少年哪吒)
- 1994: Vive l’Amour – Es lebe die Liebe (Àiqíng wànsuì, 愛情萬歲)
- 1997: Der Fluss (Héliú, 河流)[3]
- 1998: Der letzte Tanz (Dòng, 洞)
- 2001: What Time Is It There? (Nǐ nàbiān jǐdiǎn?, 你那邊幾點?)
- 2003: Goodbye, Dragon Inn (Bù sàn, 不散)
- 2004: Welcome to São Paulo (Bem-Vindo a São Paulo)
- 2005: The Wayward Cloud (Tiānbiān yī duǒ yún, 天邊一朵雲)
- 2006: I Don't Want to Sleep Alone (Hēi yǎnquān, 黑眼圈)
- 2009: Visage (Liǎn, 臉)
- 2013: Stray Dogs (Jiāoyóu, 郊遊)
- 2020: Days (Rìzi, 日子)

### Kurzfilme
- A Conversation with God (2001)
- The Skywalk Is Gone (2002)
- Journey to the West (2014)
- The Night (2021)

### Fernsehfilme
- Endless Love (1989)
- The Happy Weaver (1989)
- Far Away (1989)
- All Corners of the World (1989)
- Li Hsiang's Love Line (1990)
- My Name is Mary (1990)
- Ah-Hsiung's First Love (1990)
- Give Me a Home (1991)
- Boys (1991)
- Hsio Yueh's Dowry (1991)
- My New Friends (1995)